# Autoroute A154 (France)
Pour les articles homonymes, voir Autoroute A154.
L'autoroute A154 ou l'autoroute de l'Eure relie l'A13 à la RN 154. Sa longueur est de 9 km. Bien que concédée à la SAPN, son utilisation est gratuite.
Il est prévu de prolonger l'autoroute afin de relier Rouen à Orléans par autoroute vers 2030.

## Itinéraire

### A154
Section concédée à SANEF Paris Normandie, payante et en flux libre (sauf entre les sorties 2 à 4).
- Échangeur entre A13 et A154 +  Péage de Incarville à flux libre (uniquement depuis et vers Rouen) : Rouen, Le Havre, Caen
  -    Début de l’autoroute A154
- 1 échangeur de Louviers / Val-de-Reuil (RD 6154) à 2 km : Val-de-Reuil, Incarville, A13 (Paris)
- Pont sur l'Eure
- 2 Louviers - nord (RD 313) à 4 km (de et vers l'A13) : Louviers
- 3 Louviers - La Roquette (RD 6155) à 6 km (de et vers l'A10) : Louviers, Le Neubourg, Elbeuf
- 4 Louviers - sud (RD 71) à 9 km : Louviers, Acquigny
  - Pont sur l'Eure
  -  L'A154 devient l'N154

### RN 154
Section non-concédée gérée par la DIR Nord-Ouest et gratuite.
- Début de la route nationale RN 154 en route à accès réglementé
- 5 Acquigny (RD 71) : Amfreville-sur-Iton, Acquigny (depuis l'A13)
- 6 Gravigny (RD 115) : Évreux, Caër, Gravigny
- 7 Évreux - Netreville (RD 57) : Évreux, Fauville
- 8 Évreux - centre (RN 13) à 27 km : Évreux, Vernon, Paris (de et vers l'A13)
- Limitation à 90 km/h
- 9 Évreux - La Madeleine (N 1013) : Évreux, Caen, Vernon, Paris
- Limitation à 70km/h
- Limitation à 90 km/h
- Limitation à 110 km/h
- 10 Grossœuvre : Prey, Grossœuvre, Saint-André-de-l'Eure (de et vers l'A13)
- 11 Chavigny-Bailleul : Damville, Conches-en-Ouche, Saint-André-de-l'Eure, Pacy-sur-Eure
  -  Aire de repos de la Petite Vallée (sens  Orléans-Rouen)
  -  Aire de repos de la Mare des Fourches (sens  Rouen-Orléans)
- 12 Marcilly-la-Campagne : Moisville, Marcilly-la-Campagne (de et vers l'A13)
  -   Réduction à 2x1 voies et limitation à 90 km/h
  -  Limitation à 70 km/h
  -  Fin de la route nationale RN 154 en route à accès réglementé
- Carrefour giratoire entre RN 12, RD 6154, RD 49 et RN 154 :
  - RD 6154 : Marcilly-la-Campagne, Moisville, Tivoly, Buray
  - RN 12 : Alençon, Verneuil, Flers, Z.A de Nonancourt, Déchèterie
  - RD 49 : Nonancourt, La Madeleine-de-Nonancourt
  - RN 12 : Dreux, Chartres, Orléans, Z.I de Saint-Lubin
  - RN 154 : Évreux, Rouen, Saint-André, Damville

## Future section concédée Nonancourt - Janville-en-Beauce
L'État prévoit de doubler la RN 154 sur 90 km en Eure-et-Loir par une autoroute concédée entre Nonancourt et Janville-en-Beauce où elle pourrait être connectée aux autoroutes A10 et A19. Cette autoroute à péage reprendrait entre Dreux et Chartres des tronçons à deux fois deux voies déjà existants. Entre Dreux et Nonancourt, l'autoroute absorberait le trafic de la RN 12.
Le montant du chantier est évalué, en 2016, à 1 milliard d'euros, dont une contribution publique de 70 millions d'euros.
En mars 2009, un dossier de saisine fut remis à la Commission nationale du débat public en vue d'une DUP en 2009, pour une mise en service à l'horizon 2021-2022[réf. souhaitée].
La section est déclarée d'utilité publique en juillet 2018. Le chantier devrait démarrer au plus tôt en 2024, pour une mise en service prévue à l'horizon 2030.

### Sorties (future-A154)
Section concédée à SAPN et payante.
- Limitation à 130 km/h
- (en projet)  13 Nonancourt (RN 12) : Alençon, Verneuil-sur-Avre, Nonancourt + Début de la section payante
- (en projet) Viaduc de l'Avre (700 m)
- (en projet)  14 Saint-Lubin-des-Joncherets : Saint-Lubin-des-Joncherets +  Péage de Saint-Lubin-des-Joncherets (à système fermé)

Section concédée à Cofiroute et payante.
- (en projet)  Échangeur entre N12, A120 et A154 : Dreux, Versailles, Chérisy, Mantes-la-Jolie, Paris
- (en projet)  15 Dreux-ouest : Dreux, Vernouillet
- (en projet) Viaduc de la Blaise (1000 m)
- (en projet)  16 Tremblay : Serazereux, Tremblay-les-Villages, Nogent-le-Roi +  Aire de service
- (en projet)  17 Chartres - centre : Chartres, Lèves, Mainvilliers
- (en projet) Viaduc de l'Eure (619 m)
- (à réaménager)  Échangeur entre A11 et A154 : Le Mans, Rennes, Nantes, Paris, Étampes, Rambouillet +  Chartres - est : Nogent-le-Phaye, Chartres
- (en projet)  18 Voves : Allonnes, Auneau, Voves +  Aire de service
- (en projet)  Échangeur entre A10 et A154 : Orléans (A71), Bordeaux, Dijon (A19)

## Faits divers
Le 14 mai 2024, deux agents de l'administration pénitentiaire sont tués au péage d'Incarville, et trois autres sont blessés, après l'attaque par quatre hommes armés, d'un fourgon pénitentiaire qui transportait le détenu Mohamed Amra. Ce dernier s'est enfui avec les assaillants, déclenchant le plan Épervier et une notice rouge de la part d'Interpol. L'évadé a finalement été arrêté le 22 février 2025 à Bucarest, grâce à la coopération des forces de l'ordre roumaines.

## Galerie Photos

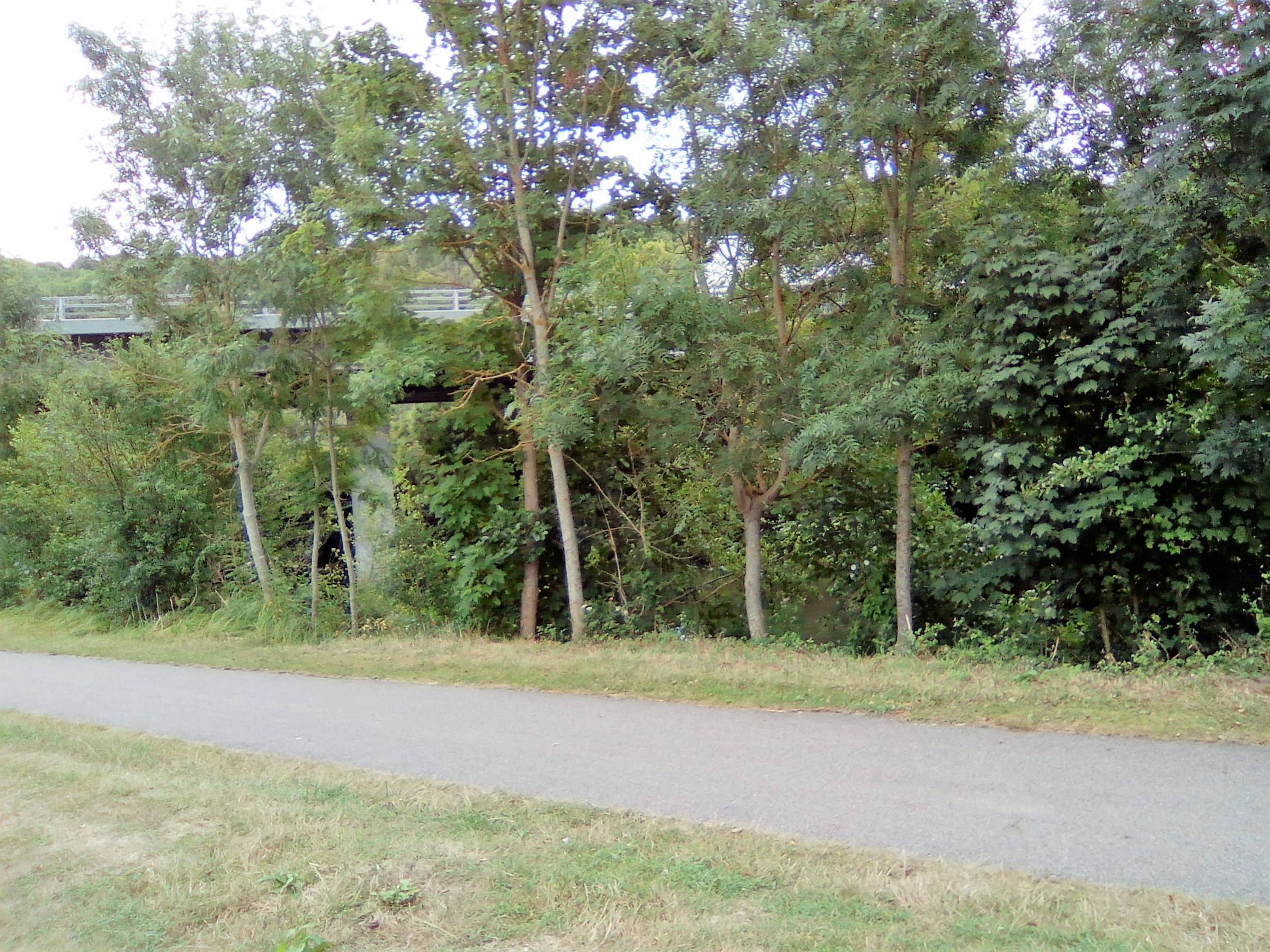
Vue de viaduc de l'A154